# Thekla Trück
Thekla Trück (Taufname Maria Anna) OCist (* 8. November 1739 in Kuppenheim; † 11. Januar 1808 in Lichtenthal) war eine deutsche Zisterzienserin und von 1775 bis 1808 Äbtissin des Zisterzienser-Klosters Lichtenthal.

## Leben
Thekla Trück und ihre Zwillingsschwester Katharina waren Töchter des Schullehrers Valentin Trück und dessen Ehefrau Katharina Colemennin aus Kuppenheim. Noch unter ihrer Vorgängeräbtissin Benedikta Grasmaier trat sie in das Kloster Lichtenthal ein und legte dort die Profess ab. Nachdem Äbtissin Benedikta am 23. Oktober 1775 verstorben war, wurde Thekla Trück einstimmig unter Vorsitz des Abtes Maurus Berier vom Kloster Tennenbach am 28. Oktober 1775 zur 35. Äbtissin des Klosters Lichtenthal gewählt. Bereits kurz nach Amtsantritt ließ sie das hintere Ökonomiegebäude (späteres Fremdenhaus) errichten, worauf ein auf das Jahr 1776 datierter Wappenstein mit den Initialen M TH A Z L hinweist, wobei M TH für Maria Thekla und A Z L für Äbtissin zu Lichtenthal steht. 1781 erhielt sie die Gebeine der heiligen Pius und Benediktus aus Rom.
Als im Juni 1796 französische Truppen ins badische Land kamen, bat sie Pater August Zwibelhofer Wertgegenstände aus Gold und Silber sowie wertvolle Urkunden in das Kloster Friedenweiler in Sicherheit zu bringen, von dem jedoch später ein großer Teil im Wert von 30.000 Gulden verloren ging. Äbtissin Thekla und einige Nonnen flohen auf Bitten des Konvents hin im Juli 1796 aus dem Kloster über Forbach nach Ansbach. Diejenigen Mitglieder des Konvents, die sich für einen Verbleib im Kloster entschieden hatten, sahen sich einigem Ungemach und auch Geldforderungen der Franzosen ausgesetzt. Als die Franzosen wieder abgerückt waren, wurde das Kloster durch nachrückende Österreicher beschossen, dem noch mehrere Jahre anhaltende Einquartierungen durch Soldaten der beteiligten Kriegsparteien folgten.
Weiteres Unheil drohte dem Kloster im Jahr 1802, als es nach dem Frieden von Lunéville dem Markgrafen Karl Friedrich als Entschädigung zugewiesen wurde. Er übernahm zwar die Klostergüter, den frommen Frauen aber überließ er das Kloster als solches zur Wohnunterkunft, wozu sie noch eine jährliche Pension zu ihrem Unterhalt erhielten. Äbtissin Thekla starb 69-jährig nach 3-tägigem Krankenlager am 11. Januar 1808 und fand ihre letzte Ruhestätte in der Mitte der Klosterkirche. Ihre Nachfolgerin wurde die am 24. Februar 1808 gewählte Cäcilia Lauf, die ihrer Vorgängerin zu Ehren am Eingang der Pfarrkirche zu Kuppenheim einen Gedenkstein mit nachfolgender Inschrift anfertigen ließ.
DEM ANDENKEN DER H. H. FRAU. MARIA. THECLA TRÜCK 33. IAHR ABTISSIN DES GOTTESHAUSES LICHTENTHAL geb. 1739 dahier Zu Kuppenheim † den 11. Jenner 1808 WEIHT DIESEN STEIN IHRE DANKBARE NACHFOLGERIN M. CÆCILIA LAUF und Ihr Convent Denn sie war JHRES HAUSES ERHALTUNG DER ARMEN MUTTER EIN VORBILD DER TUGEND.